# Hästskoväpplingssläktet
Hästskoväpplingssläktet (Hippocrepis) är ett växtsläkte i familjen ärtväxter.